# Lance Tingay
Lance Tingay (Londra, 15 luglio 1915 – Londra, 10 marzo 1990) è stato un giornalista e scrittore britannico.
Considerato uno dei maggiori esperti di tennis al mondo, per il numero e la qualità delle sue pubblicazioni è stato inserito nel 1982 nella International Tennis Hall of Fame.

## Carriera
Dopo aver servito il suo paese durante la seconda guerra mondiale nella Royal Air Force iniziò la sua carriera da giornalista, incentrato in particolare sull'ambiente tennistico.
Ha lavorato per il The Daily Telegraph dal 1952 al 1981, nello stesso periodo ha scritto diversi libri tra cui spicca One Hundred Years of Wimbledon, il volume ufficiale per il centenario del torneo londinese.
Dal 1970 fino alla sua dipartita si è occupato di scrivere World of Tennis, la pubblicazione annuale dell'ITF con il riassunto della stagione tennistica.
Per diversi decenni la classifica dei migliori tennisti che stilava a fine anno è stata considerata quella ufficiale, venendo sostituita solo nel 1973 con l'introduzione del ranking elettronico.

## Opere
- History of Lawn Tennis in Pictures, 1973.
- Tennis: A Pictorial History, Collins, 1977.
- One Hundred Years of Wimbledon, Guinness World Records Limited, 1977.
- Royalty and Lawn Tennis, 1977.
- The Guinness Book of Tennis Facts and Feats, 1983.
- The Trollope collector : a record of writings by and books about Anthony Trollope, 1985.